# 무리 바이 베른
무리 바이 베른(독일어: Muri bei Bern)은 스위스 베른주 베른-미텔란트구에 있는 자치체이다.

## 역사
무리는 1180년에 처음으로 무레(Mure)로 언급되었으며,  귐리겐은 1239년에 Gumelingen 또는 Gumlingin으로 나타난다. 1832년에 발굴된 휘겔성의 고고학적 발견은 무리가 이미 로마 제국 시대에 정착했음을 보여준다. 1180년 부르크하르트라는 성직자가 부유한 주민들과 거래를 했을 때 그 이름에 대한 최초의 문서 증거가 있다.
그 당시 무리는 게리슈타인 지역에 속해 있었고, 1298년 베른에 정복당했다. 소유지는 볼리겐, 무리, 슈테틀렌 및 베히겐이라고 불리는 4개의 교구로 구성되었다. 신흥 베른이 영토를 정복함에 따라 지자체는 손대지 않고 지방 자치의 오랜 전통을 시작했다.
수세기 동안, 지자체의 주민들은 상대적으로 안정된 생활을 했으며, 유럽과 스위스 역사의 주요 변화가 지나치던 것처럼 보였다. 주요 구조적 및 상업적 변화는 20세기 초에 일어나기 시작했다. 그것은 산업화와 도시에서 시골로의 기차를 따랐다. 1920년에서 1930년 사이의 10년 동안 시 인구는 2,435명에서 3,938명(62%)으로 증가했다.

## 지리

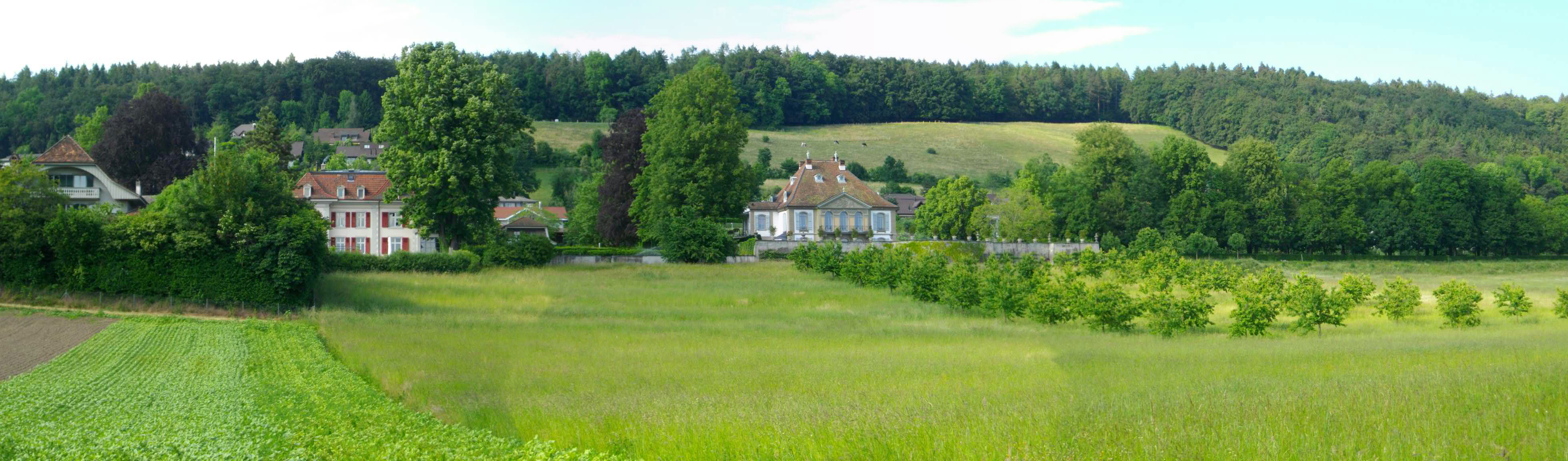
귐리겐 주변의 파노라마

무리 바이 베른의 면적은 7.63 k㎡이다. 이 면적 중 2k㎡ (26.2%)가 농업 목적으로 사용되는 반면 1.67k㎡ (21.9%)는 삼림으로 사용된다. 나머지 토지 중 3.79k㎡ (49.7%)가 정착(건물 또는 도로), 0.14k㎡ (1.8%)가 강 또는 호수이고, 0.05k㎡ (0.7%)는 불모지이다.
시가지 면적 중 공업용 건물이 전체 면적의 3.0%, 주택과 건물이 32.1%, 교통 기반 시설이 11.7%를 차지했다. 공원, 녹지대, 운동장이 2.2%를 차지했다. 산림면적의 20.4%는 산림이 우거져 있고 1.4%는 과수원이나 작은 나무 군락으로 덮여 있다. 농경지 중 18.2%는 작물 재배에 사용되며, 6.8%는 목초지이며, 1.2%는 과수원이나 포도나무 작물에 사용된다. 시정촌의 모든 물은 흐르는 물이다.
가장 높은 지점은 해발 727m의 덴텐베르크산이다. 가장 낮은 지점은 아레강으로 508m이다.
시정촌은 아레강의 우안 위의 테라스에 위치하고 있으며, 베른 광역권의 일부이다. 이곳은 무리와 귐리겐의 마을로 구성되어 있다.
2009년 12월 31일에 시정촌의 이전 지구인 베른구가 해산되었다. 다음 날 2010년 1월 1일에 새로 설립된 베른-미텔란트구에 합류했다.

## 인구통계

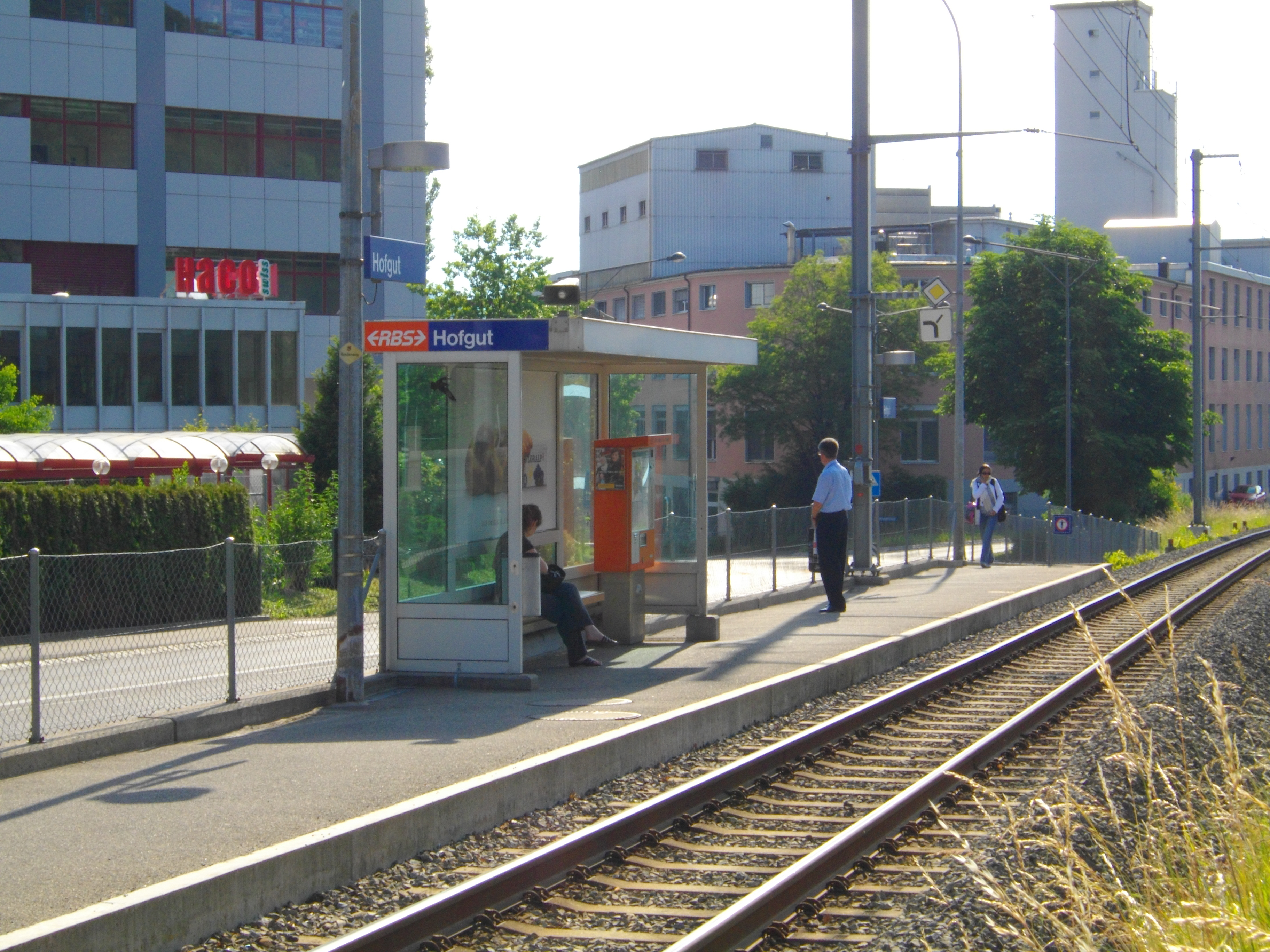
호프구트 트램역 근교의 아파트 건물과 오피스

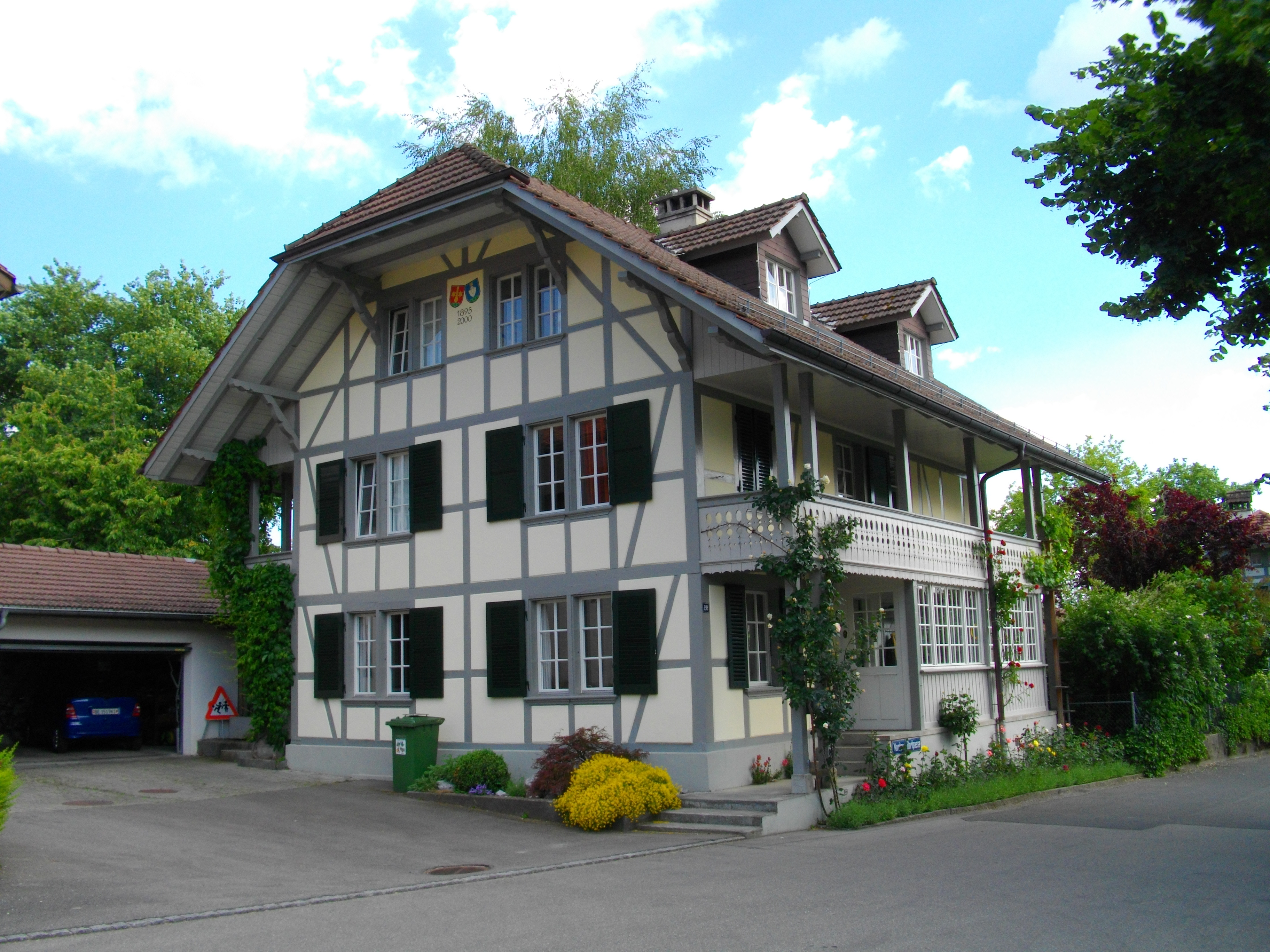
귐리겐의 전통 가옥

2020년 12월 기준, 무리 바이 베른의 인구는 13,182명이다. 2010년 기준으로 인구의 12.4%가 거주 외국인이다. 2000년부터 2010년까지 지난 10년 동안 인구는 2.1%의 비율로 변화했다. 이민은 5.2%, 출생과 사망은 -3.4%를 차지했다. 무리는 또한 베른모빌이라는 트램 서비스와 RBS에서 버스 서비스를 제공한다. 2000년 기준, 인구 대부분인 11,180명(88.9%)이 독일어를 모국어로 사용하고, 프랑스어는 383명(3.0%)으로 두 번째로 많이 사용하고, 영어는 186명(1.5%)으로 세 번째이다. 이탈리아어를 할 줄 아는 사람은 178명, 로만슈어를 말하는 사람은 8명이다.

2008년 기준으로 인구는 남성 48.3%, 여성 51.7%이다. 인구는 5,252명의 스위스 남성(인구의 41.6%)과 842명(6.7%)의 비스위스계 남성으로 구성되었다. 스위스 여성은 5,804명(46.0%), 비스위스계 여성은 727명(5.8%)이었다. 시정촌 인구 중 2,290명(약 18.2%)이 무리 바이 베른에서 태어나 2000년에 그곳에 살았다. 같은 주에서 태어난 5,538명(44.1%)이 있었고, 다른 곳에서 태어난 2,448명(19.5%)이 있었다. 스위스에서, 그리고 1,652 또는 13.1%가 스위스 밖에서 태어났다.
2010년 기준으로 아동·청소년(0~19세)이 17.8%, 성인(20~64세)이 56.5%, 노인(64세 이상)이 25.7%를 차지한다.
2000년 기준으로 시정촌에 미혼이거나, 독신인 사람은 4,612명이다. 기혼자는 6,335명, 미망인은 836명, 이혼한 사람은 788명이었다.
2000년 기준 1인 가구는 1,989가구, 5인 이상 가구는 227가구이다. 2000년에는 총 5,427가구(전체의 93.6%)가 상설 임대되었고, 268가구(4.6%)가 계절적 임대, 103가구(1.8%)가 비어있었다.  2010년 기준 신규주택 건설률은 인구 1,000명당 0.2세대였다. 2011년 시정촌 공실률은 0.19%였다.
역사적 인구는 다음 차트에 나와 있다.

## 국가중요문화재
호프구트와 귐리겐성은 국가적으로 중요한 스위스 문화 유산으로 등록되어 있다.
주목할만한 명소와 레크리에이션
- 수영으로 유명한 아레바드 무리(아레바트 무리)
- 무리성 (개인 소유)
- 귐리겐성(개인 소유)
- 호프구트, 시골 부동산
- 빌라 메틀렌, 컨트리 에스테이트
- 스위스 개혁교회 무리 교회
- 아우구에트브뤼케, 아레강을 가로지르는 다리는 1836년에 완성되었다.
- 아레를 따라 있는 자연 보호 지역
- 벨프와 쾨니츠 사이에는 여전히 아레강을 따라 베른과 툰 사이에 페리가 있다.

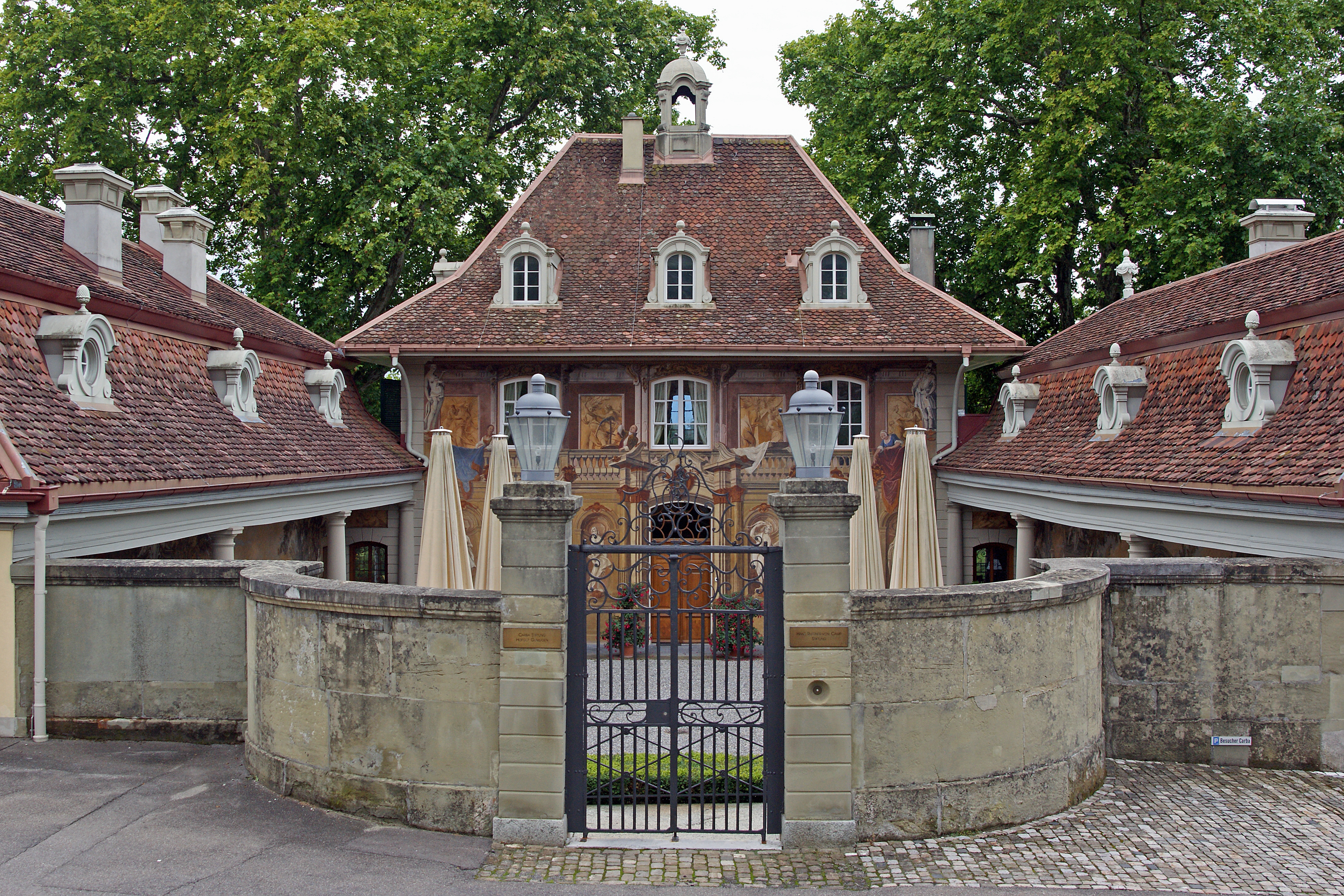
호프구트성
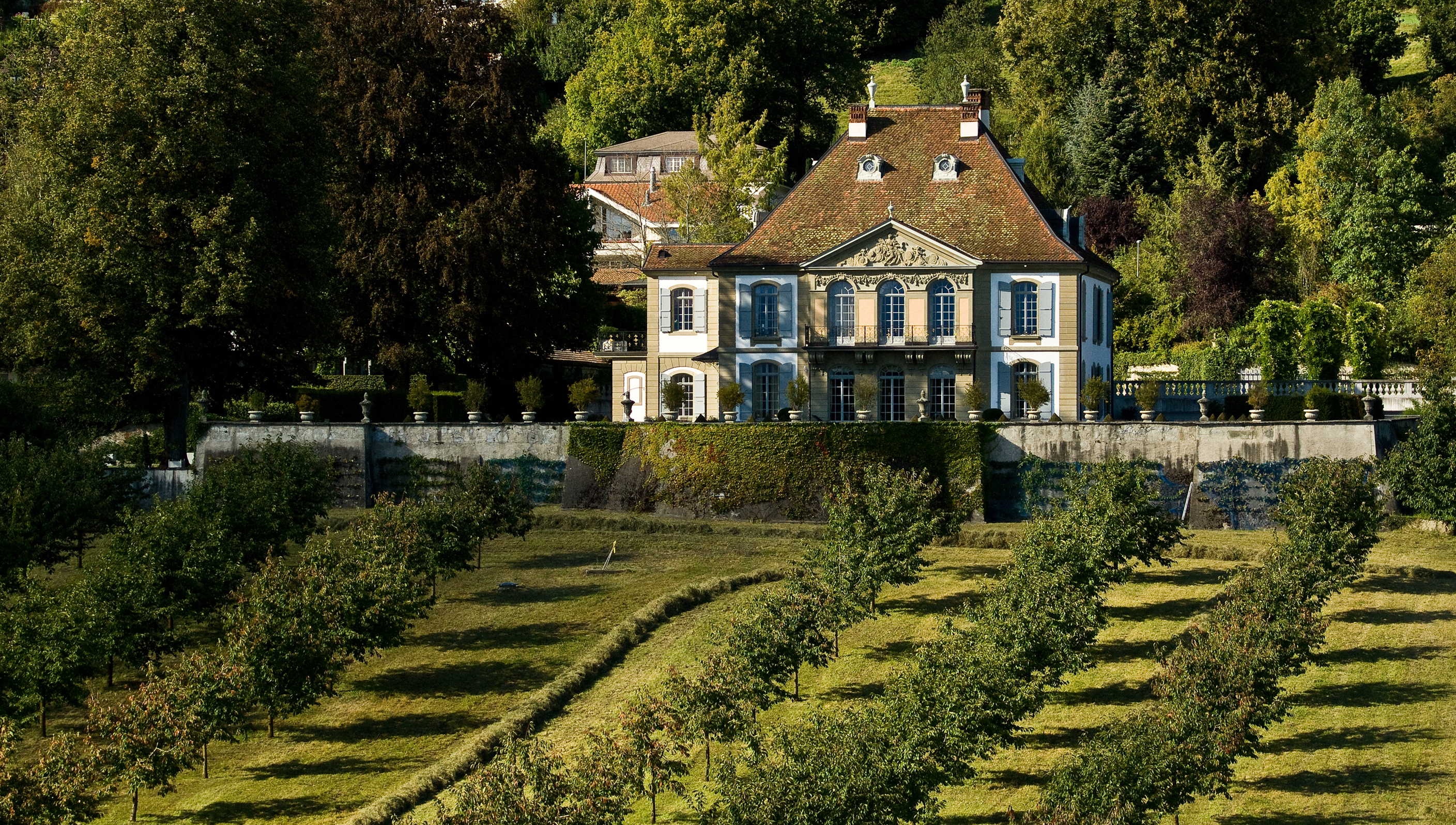
귐리겐성
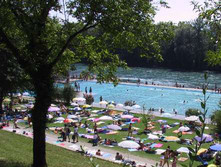
아레바트 무리 수영장

## 종교
2000년 인구 조사에서 로마 가톨릭 신자는 2,065명(16.4%)이었고, 스위스 개혁 교회는 7,826명(62.3%)이었다. 나머지 인구 중 정교회 교인은 71명(0.56%), 크리스찬 가톨릭 교회 교인은 20명(0.16%), 다른 기독교 교회에 속한 696명(5.54%)이었다. 유대인은 33명(0.26%)이었고, 이슬람교는 197명(1.57%)이었다. 41명의 불교, 68명의 힌두교와 25명의 다른 교회에 속한 개인이 있었다. 1,323명(10.52%)은 교회에 속하지 않았고, 불가지론자 또는 무신론자이며, 533명(4.24%)이 질문에 대답하지 않았다.

## 정치
더 큰 시의회는 지자체의 입법부이다. 40명의 의원으로 구성되며, 4년마다 비례대표제로 선출된다.
시의회는 집행부이다. 7명의 회원이 있다. 시장을 제외하고, 다른 구성원은 다른 직무를 유지한다. 평의회는 더 큰 평의회와 동시에 4년마다 선출된다. 시장은 다수결로 선출된다.
2011년 연방 선거에서 가장 인기 있는 정당은 20.7%의 득표율을 기록한 FDP였다. 그 다음으로 가장 인기 있는 3개 정당은 SPS (19.7%), SVP (19.1%) 및 BDP 정당 (14.1%)이었다. 이번 연방 총선에서는 총 5,799표가 투표되었고, 투표율은 60.9%였다.

## 경제
2003년 1월, 베른주의 무역 산업 협회는 유리한 경제 관행에 따라 베른 대도시 지역과 비엘 - 제란트 지역의 51개 주요 지자체를 선정했다. 무리가 목록을 이끌었고, 리스와 벨프가 그 뒤를 이었다. 무리는 주 내에서 조세피난처로 알려져 있다.
새로운 기업을 위한 공간은 승인된 건설 계획에 따라 제공되고 있다. 귐리겐역과 귐리겐 필드로 지정된 지역은 현재 주 내 개발 중심지이다.
2011년 기준 무리 바이 베른의 실업률은 1.48%이다. 2008년 기준으로 시정촌에 고용된 사람은 총 7,656명이다. 이 중 1차 경제 부문에 25명이 고용되었고, 이 부문에 약 7개 기업이 참여했다. 1,724명이 2차 부문에 고용되었고, 이 부문에 109개의 기업이 있었다. 5,907명이 3차 부문에 고용되었으며, 이 부문에는 597개의 기업이 있다.
2008년에는 총 6,520개의 정규직에 상응하는 일자리가 있었다. 1차 부문의 일자리 수는 21개였으며, 모두 농업에 있었다. 2차 산업의 일자리 수는 1,639개로 그 중 제조업이 850개(51.9%), 건설업이 757개(46.2%)였다. 3차 부문의 일자리는 4,860개였다. 3차 부문에서 767개(15.8%) 도소매 또는 자동차 수리업, 155개(3.2%) 상품 이동 및 보관), 131개(2.7%) 호텔 또는 레스토랑, 501개(10.3%) 정보 산업, 766개(15.8%)가 보험 또는 금융 산업, 808개(16.6%)가 기술 전문가 또는 과학자, 247개(5.1%)가 교육, 783개(16.1%)가 의료 분야였다.
2000년 기준 자치단체로 통근하는 근로자는 4,999명, 출퇴근자는 4,717명이었다. 지자체는 근로자의 순 수입국이며, 떠날 때마다 약 1.1명의 근로자가 지자체에 들어간다. 근로 인구의 35.8%가 대중교통을 이용하여 출퇴근하고, 41.9%가 자가용을 이용하였다.

## 교육

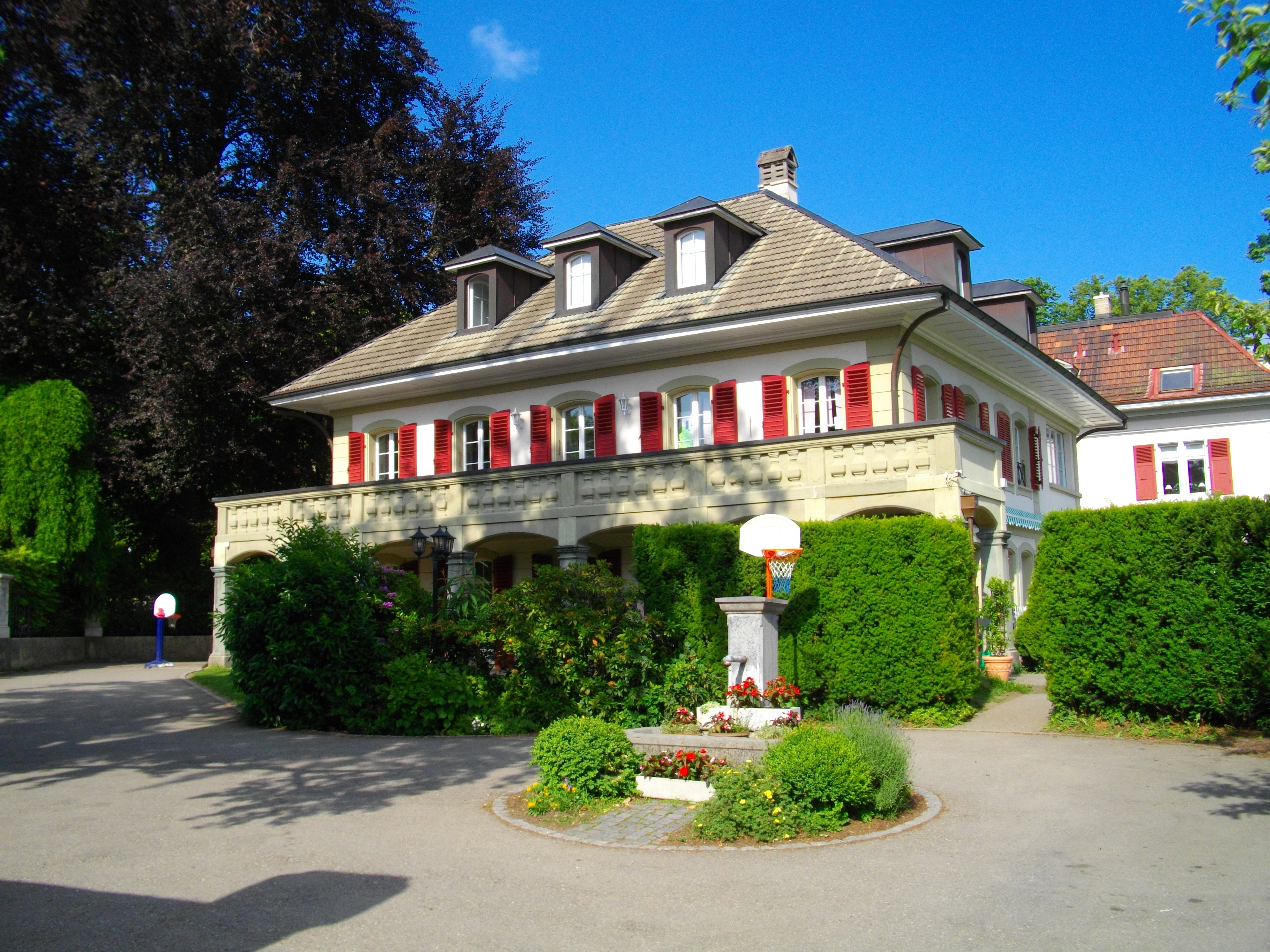
귐리겐의 베른 영국 학교

자치구 내에는 6개의 초등학교가 있다. 영어로 수업을 진행하는 사립학교인 귐리겐의 베른 국제 학교도 있다. 이 지역 사회에는 4개의 Kitas(Kindertagesstätte) 또는 유아원 탁아소가 있어 일반 유치원에 다닐 나이가 되기 전에도 아이들을 돌볼 수 있다. 그중 3개는 귐리겐에 있고 1개는 무리에 있다. 놀라운 IMAX 극장과 함께 무리에 새로운 시네돔이 문을 열었다.
무리 바이 베른에서는 인구의 약 5,128명(40.8%)이 필수가 아닌 고등교육을 이수했으며, 3,100명(24.7%)이 추가 고등교육(대학 또는 응용학문대학)을 마쳤다. 고등교육을 이수한 3,100명 중 65.3%가 스위스 남성, 26.8%가 스위스 여성, 4.8%가 비스위스계 남성, 3.1%가 비스위스계 여성이었다.
베른주 학교 시스템은 1년의 의무 없는 유치원, 6년의 초등학교를 제공한다. 이후 3년 동안의 의무적 중학교 과정을 거쳐 학생을 능력과 적성에 따라 구분한다. 중학교 이하 학생들은 추가 학교에 다니거나 견습생으로 들어갈 수 있다.
2009-10학년도 동안 총 1,218명의 학생들이 무리 바이 베른의 수업에 참석했다. 시정촌에는 총 176명의 학생이 있는 9개의 유치원 수업이 있었다. 유치원생 중 7.4%는 스위스의 영주권 또는 임시 거주자(시민권 아님)였으며, 16.5%는 교실 언어와 다른 모국어를 사용한다. 지자체에는 30개의 초등 학급과 602명의 학생이 있었다. 초등학생 중 13.1%는 스위스의 영주권 또는 임시 거주자(시민권 아님)였으며, 18.8%는 교실 언어와 다른 모국어를 사용한다. 같은 해에 총 289명의 학생이 있는 15개의 중학교가 있었다. 스위스의 영주권자 또는 임시 거주자(시민이 아님)인 11.4%가 있었고, 16.6%는 교실 언어와 다른 모국어를 사용했다.
2000년 기준으로 무리 바이 베른에는 다른 시정촌에서 온 학생이 226명, 시외 학교에 다니는 거주자는 605명이다.